# La Vellés
La Vellés est une commune de la province de Salamanque dans la communauté autonome de Castille-et-León en Espagne.

## Géographie

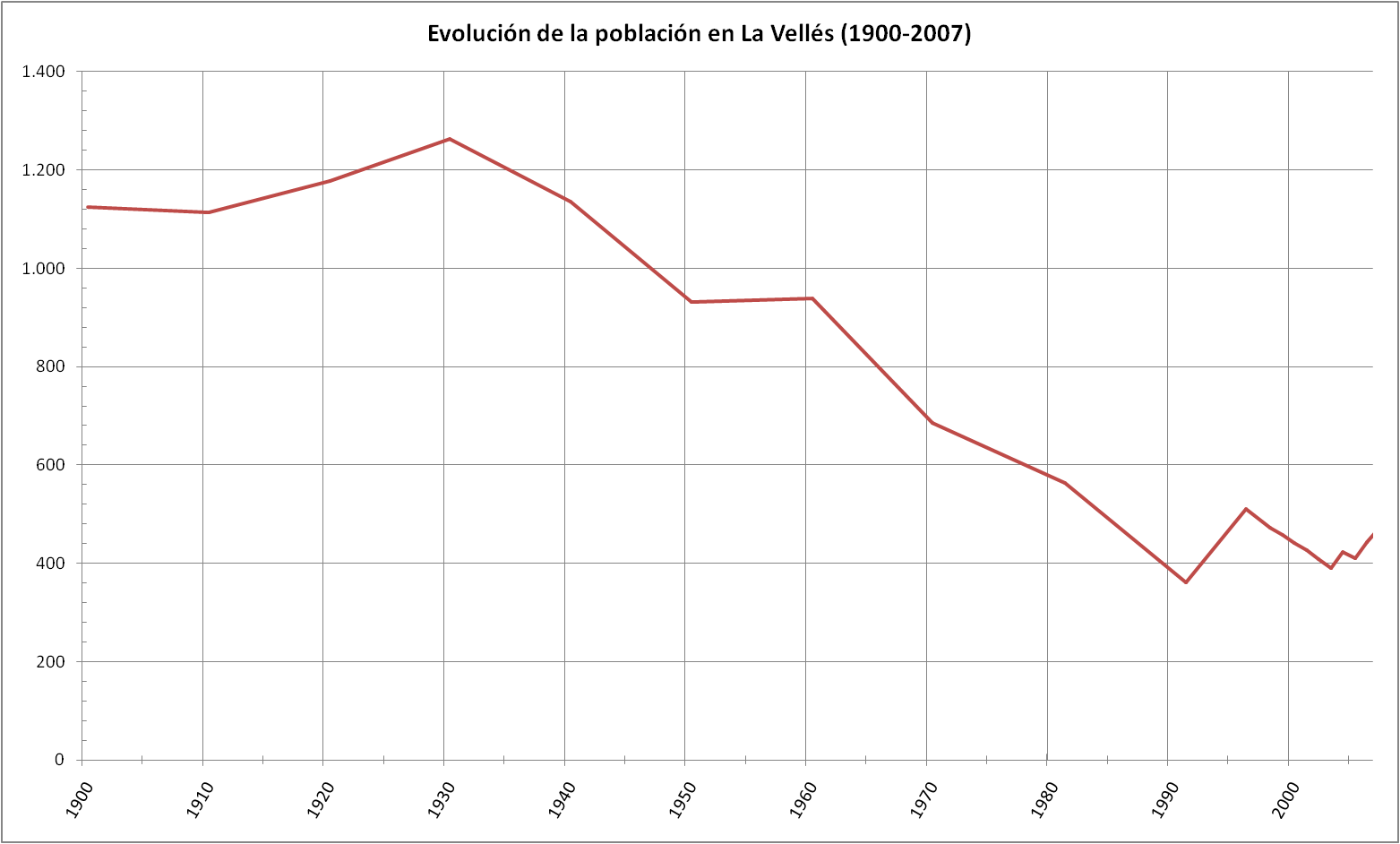
Évolution démographique de 1900 à 2007.

## Sites et patrimoine

Vue de La Vellés.